# Aeroporto Internazionale Rajiv Gandhi
L'Aeroporto Internazionale di Hyderabad, conosciuto anche come Rajiv Gandhi International Airport, è un aeroporto situato a 22 km dalla città di Hyderabad, in India.